# Trincomalee
Trincomalee (tiếng Tamil: திருகோணமலை Tirukōṇamalai, tiếng Sinhala: තිරිකුණාමළය Trikuṇāmalaya) là một thành phố cảng và trung tâm hành chính của tỉnh Đông, Sri Lanka. Trincomalee được xây dựng trên một bán đảo, hướng nhìn ra vịnh Kottiyar, với hệ thống cảng biển bên trong và bên ngoài thành phố. Đây là một trong những trung tâm văn hóa chính của cộng đồng người Tamil ở Sri Lanka. Cảng biển Trincomalee nổi tiếng với kích thước lớn và an toàn, không giống như các cảng biển khác thuộc Ấn Độ Dương, nó có thể tiếp nhận tàu hàng trong mọi thời tiết. Các bãi biển của thành phố là nơi để lướt sóng, lặn biển, câu cá và xem cá voi. Thành phố còn có các pháo đài lớn nhất mà Hà Lan xây dựng ở Sri Lanka trong thời kỳ thuộc địa. Trincomalee cũng chính là căn cứ hải quân và không quân Sri Lanka.
Trong lịch sử, cảng biển ở đây này đã đóng một vai trò quan trọng trong thông thương hàng hải của Sri Lanka với thế giới bên ngoài. Là cảng tự nhiên lớn thứ năm thế giới, người Anh từng đánh giá Trincomalee là một trong những cảng tự nhiên tuyệt nhất thế giới. Nó được gọi là Gokanna trong tiếng Pali hoặc Gokarna trong tiếng Phạn. Thành phố từng là kinh đô của một số tiểu quốc phía Đông ở Sri Lanka. Thực dân Hà Lan từng lập một thương điếm ở đây. Trong Chiến tranh thế giới thứ hai, phát xít Nhật từng tấn công thành phố. Nội chiến giữa chính phủ do người Sinhala nắm quyền với lực lượng ly khai người Tamil đã tàn phá và cản trở sự phát triển của thành phố.